# Cristian Gutiérrez Vizcaíno
Cristian Gutiérrez Vizcaíno (Marbella, Málaga, 30 de noviembre de 2000) es un futbolista español que juega en la demarcación de lateral izquierdo en la U. D. Las Palmas de la Segunda División de España.

## Trayectoria
Nacido en Marbella, con apenas 12 años ingresó en las categorías inferiores del Vázquez Cultural y durante su etapa de formación formaría parte de la Peña Los Compadres (2013-14), antes de llegar a la A. D. Pablo Picasso. En la temporada 2016-17, debutó con el primer equipo de la A. D. Pablo Picasso en la tercera provincial malagueña, con el que jugó dos encuentros, antes de regresar a su ciudad natal para jugar en el juvenil del Marbella Fútbol Club.
El 2 de febrero de 2018, con 18 años debutó con el primer equipo del Marbella Fútbol Club en el Grupo IV de la Segunda División B de España, en un encuentro frente al F. C. Jumilla, que acabaría con victoria por dos goles a cero. En la temporada 2017-18, disputó 3 partidos con el conjunto marbellí.
En la temporada 2018-19, firmó por el Granada C. F., donde acabó su etapa juvenil, pasando a mitad de año al Club Deportivo Huétor Vega de la Tercera División de España. En la temporada 2020-21, regresó a Granada y para incorporarse al Recreativo Granada, pero el 9 de septiembre de 2020, fue cedido al Atzeneta U. E. de la Segunda División B de España. Para la siguiente temporada formó parte de la plantilla del Recreativo Granada de la Segunda Federación.
En julio de 2022, firmó por el filial del Málaga C. F. de la Tercera División de España. El 12 de octubre de 2022, debutó en la Segunda División de España con el primer equipo en un encuentro frente a la C. D. Leganés, que acabó con derrota de un gol a cero. Cuatro días más tarde, anotó su primer con el Málaga C. F. en el minuto 4 del encuentro frente al C. D. Lugo, que acabó por victoria por tres goles a dos.
En agosto de 2023 fichó por la S. D. Eibar de la Segunda División. Allí estuvo un par de campañas y en julio de 2025 fue traspasado a la U. D. Las Palmas, con la que firmó un contrato hasta 2028.

## Clubes
Actualizado al último partido disputado el 17 de mayo de 2025.
| Club                    | País   | Año       | Part. | Goles |
| ----------------------- | ------ | --------- | ----- | ----- |
| A. D. Pablo Picasso     | España | 2016-2017 | 2     | 1     |
| Marbella F. C.          | España | 2017-2018 | 3     | 0     |
| Granada C. F. Juvenil   | España | 2018-2019 | 18    | 8     |
| C. D. Huétor Vega       | España | 2019-2020 | 26    | 4     |
| Recreativo Granada      | España | 2020-2022 | 29    | 0     |
| Atzeneta U. E. (cedido) | España | 2020-2021 | 20    | 3     |
| Atlético Malagueño      | España | 2022-2023 | 6     | 0     |
| Málaga C. F.            | España | 2023      | 27    | 2     |
| S. D. Eibar             | España | 2023-2025 | 72    | 0     |
| U. D. Las Palmas        | España | 2025-     |       |       |